# Eda Satsuki
Eda Satsuki (江田 五月 (Giáng Điền Ngũ Nguyệt) sinh ngày 22 tháng 5 năm 1941 – mất ngày 28 tháng 7 năm 2021) là cựu chính khách người Nhật Bản. Ông từng giữ chức vụ Nghị trưởng Tham Nghị viện từ năm 2007 đến năm 2010, Bộ trưởng Tư pháp năm 2011, cựu thành viên của Đảng Dân chủ từ năm 1996 đến năm 2016.